# Лаки-лузер
Лаки-лузер (англ. lucky loser, букв. «счастливый неудачник») — спортсмен, проигравший матч на завершающей стадии отборочных соревнований, но, тем не менее, включённый по ряду дополнительных показателей в основную сетку турнира. Это возможно, например, после того как другой игрок выбывает после начала турнира из-за болезни или травмы. Такая замена, как правило, возможна до того, как начались матчи в основной сетке турнира.
Первым победителем турнира ATP, прошедшим в сетку как лаки-лузер, стал в 1978 году швейцарец Хайнц Гюнтхард.